# Qutb ud-Dîn Mubârak Shâh
Pour les articles homonymes, voir Moubarak (homonymie).
Qutb ud-Dîn Mubârak Shâh est un sultan de Delhi de la dynastie des Khaldjî entre 1316 et 1320.
À la mort de son père Alâ ud-Dîn Khaljî le 6 janvier 1316, le général Malik Kafur tente de lui succéder après l’avoir peut-être empoisonné. Mais il est décapité par les gardes turcs fidèles à son fils. Mubârak exerce alors la régence pour son jeune frère, désigné comme sultan, puis lui fait crever les yeux et s’empare du trône en avril.
Mubârak supprime les édits répressifs de son père, libère les prisonniers, rend les terres à leurs propriétaires, ce qui le rend populaire. Il mène néanmoins une vie de débauche, laissant l’autorité à son favori d’origine hindou Khusrau Khan. Celui-ci le fait assassiner en avril 1320, puis prend le pouvoir. Il massacre les amis et serviteurs de l’ancien sultan. Les nobles musulmans, conduit par le Turc Ghazi Malik, gouverneur des provinces frontières, marchent sur Delhi. Khusrav, vaincu, est décapité, ses partisans sont massacrés. Ghazi Malik est proclamé sultan le 6 septembre 1320 sous le nom de Ghiyath al-Din Tughlûq. Il fonde la dynastie des Tughlûq qui reste au pouvoir jusqu'en 1398.